# Oenopota blaneyi
Oenopota blaneyi é uma espécie de gastrópode do gênero Oenopota, pertencente a família Mangeliidae.